# Cristiano Andrei
Cristiano Andrei (Firenze, 14 maggio 1973) è un ex discobolo italiano, due volte campione nazionale e tre volte campione nazionale invernale.

## Biografia
Si sposa nel 2005 con Ester Balassini. La coppia si separa nel 2011.

## Palmarès
| Anno | Manifestazione          | Sede    | Evento           | Risultato | Misura  | Note |
| ---- | ----------------------- | ------- | ---------------- | --------- | ------- | ---- |
| 2005 | Giochi del Mediterraneo | Almería | Lancio del disco | 4º        | 57,74 m |      |

## Campionati nazionali
- 2 titoli assoluti (2002/2003) ai Campionati italiani assoluti di atletica leggera
- 3 titoli invernali (2001, 2005/2006) ai Campionati italiani invernali di lanci

1998
- Argento ai Campionati italiani assoluti, lancio del disco - 58,01 m

1999
- 4º ai Campionati italiani invernali di lanci, lancio del disco - 58,49 m

2000
- Argento ai Campionati italiani invernali di lanci, lancio del disco - 61,66 m
- Argento ai Campionati italiani assoluti, lancio del disco - 59,04 m

2001
- Oro ai Campionati italiani invernali di lanci, lancio del disco - 60,75 m

2002
- Bronzo ai Campionati italiani invernali di lanci, lancio del disco - 58,27 m
- Oro ai Campionati italiani assoluti, lancio del disco - 60,24 m

2003
- Oro ai Campionati italiani assoluti, lancio del disco - 61,08 m

2004
- Argento ai Campionati italiani invernali di lanci, lancio del disco - 57,20 m
- Argento ai Campionati italiani assoluti, lancio del disco - 58,54 m

2005
- Oro ai Campionati italiani invernali di lanci, lancio del disco - 54,47 m
- Bronzo ai Campionati italiani assoluti, lancio del disco - 58,52 m

2006
- Oro ai Campionati italiani invernali di lanci, lancio del disco - 59,16 m
- Bronzo ai Campionati italiani assoluti, lancio del disco - 58,51 m

2007
- 6º ai Campionati italiani assoluti, lancio del disco - 54,80 m

2009
- 9º ai Campionati italiani assoluti, lancio del disco - 53,26 m

## Altre competizioni internazionali
2001
- 6º in Coppa Europa invernale di lanci ( Nizza), lancio del disco - 58,85 m

2002
- 6º in Coppa Europa ( Annecy), lancio del disco - 59,00 m
- 6º ai Campionati mondiali militari ( Tivoli), lancio del disco - 57,65 m

2003
- 6º in Coppa Europa ( Firenze), lancio del disco - 61,03 m
- 4º ai III Giochi mondiali militari ( Catania), lancio del disco - 58,12 m

2004
- 10º al Golden Gala ( Roma, lancio del disco - 56,01 m